# Nepal op de Olympische Zomerspelen 1980
Nepal nam deel aan de Olympische Zomerspelen 1980 in Moskou, Sovjet-Unie. Met elf deelnemers was dit de grootste Nepalese delegatie ooit die werd afgevaardigd.
Er werden net zoals de vorige deelnames geen medailles gewonnen.

## Deelnemers en resultaten
(m) = mannen, (v) = vrouwen 

### Atletiek
| Olympiër              | Discipline   | Resultaat | Prestatie                |
| --------------------- | ------------ | --------- | ------------------------ |
| Raghuraj Onta         | 100m (m)     | 63e       | serie 5: 7de in 11,61    |
| Laxman Basnet         | 5000m (m)    | 35e       | serie 1: 11de in 16.11,7 |
| Nara Bahadur Dahal    | 10000m (m)   | 32e       | serie 3: 13de in 31.19,8 |
| Baikuntha Manandhar   | marathon (m) | 37e       | 2:23.51                  |
| Mukunda Hari Shrestha | marathon (m) | 45e       | 2:38.52                  |

### Boksen
| Olympiër          | Discipline  | Resultaat | Prestatie                                                                    |
| ----------------- | ----------- | --------- | ---------------------------------------------------------------------------- |
| Rabi Raj Thapa    | -51kg (m)   | 9e        | 1ste ronde: vrij 2de ronde: V van HUN Váradi: scheidsrechterlijke beslissing |
| Pushkardhoj Shahi | -54kg (m)   | DNS       | 1ste ronde: V van FRA Maghenia: walk-over                                    |
| Narendra Poma     | -57kg (m)   | 17e       | 1ste ronde: V van BRA dal Rovere: scheidsrechterlijke beslissing             |
| Bishnu Malakar    | -63,5kg (m) | 17e       | 1ste ronde: V van PRK Ryu: scheidsrechterlijke beslissing                    |

### Gewichtheffen
| Olympiër          | Discipline | Resultaat | Prestatie                                                      |
| ----------------- | ---------- | --------- | -------------------------------------------------------------- |
| Ashok Kumar Karki | -56kg (m)  | 18e       | trekken: 21ste met 65kg stoten: 18de met 80kg totaal: 145kg    |
| Rajendra Pradhan  | -60kg (m)  | 15e       | trekken: 16de met 67,5kg stoten: 15de met 85kg totaal: 152,5kg |

Amerikaanse Maagdeneilanden · Andorra · Antigua en Barbuda · Argentinië · Australië · Bahama's · Barbados · België · Belize · Bermuda · Bolivia · Bondsrepubliek Duitsland · Brazilië · Bulgarije · Canada · Chili · Colombia · Costa Rica · Cuba · Denemarken · Dominicaanse Republiek · Duitse Democratische Republiek · Ecuador · Egypte · Fiji · Filipijnen · Finland · Frankrijk · Griekenland · Groot-Brittannië · Guatemala · Haïti · Honduras · Hongarije · Hongkong · Ierland · IJsland · India · Indonesië · Iran · Israël · Italië · Ivoorkust · Jamaica · Japan · Joegoslavië · Kaaimaneilanden · Kameroen · Koeweit · Libanon · Liechtenstein · Luxemburg · Maleisië · Marokko · Mexico · Monaco · Mongolië · Nederland · Nederlandse Antillen · Nepal · Nicaragua · Nieuw-Zeeland · Noord-Korea · Noorwegen · Oostenrijk · Pakistan · Panama · Papoea-Nieuw-Guinea · Paraguay · Peru · Polen · Portugal · Puerto Rico · Roemenië · San Marino · Saoedi-Arabië · Senegal · Singapore · Sovjet-Unie · Spanje · Suriname · Thailand · Trinidad en Tobago · Tsjecho-Slowakije · Tunesië · Turkije · Uruguay · Venezuela · Verenigde Staten · Zuid-Korea · Zweden · Zwitserland